# Ficus casearioides
Ficus casearioides är en mullbärsväxtart som beskrevs av George King. Ficus casearioides ingår i släktet fikonsläktet, och familjen mullbärsväxter. Inga underarter finns listade i Catalogue of Life.